# Małosielce
Małosielce (biał. Маласельцы, Małasielcy; ros. Малосельцы, Małosielcy) – wieś na Białorusi, w obwodzie grodzieńskim, w rejonie korelickim, w sielsowiecie Turzec.

## Historia
W dwudziestoleciu międzywojennym leżały w Polsce, w województwie nowogródzkim, w powiecie stołpeckim, w gminie Jeremicze/Turzec. W 1921 miejscowość liczyła 171 mieszkańców, zamieszkałych w 29 budynkach, wyłącznie Białorusinów. 170 mieszkańców było wyznania prawosławnego i 1 rzymskokatolickiego.
Po II wojnie światowej w granicach Związku Sowieckiego. Od 1991 w niepodległej Białorusi.